# Język wehikularny
Język wehikularny – język używany w czasie podróży i kontaktów handlowych w obszarach o dużej różnorodności językowej. W różnych rejonach świata funkcję taką pełnią np. język suahili w Afryce Wschodniej, hausa w Afryce Zachodniej, hindi na dużych obszarach Indii, język malajski w Azji Południowo-Wschodniej, bislama na wyspach Pacyfiku, rosyjski w krajach byłego Związku Radzieckiego i rozmaite języki typu pidżin w innych miejscach świata, na przestrzeni wielu wieków. Język portugalski pełnił rolę języka wehikularnego w Afryce i Azji, zwłaszcza w XV i XVI wieku. Chiński mandaryński spełnia rolę wspólnego języka dla osób mówiących rozmaitymi dialektami języka chińskiego.